# Râul Pocruia
Râul Pocruia este un curs de apă, afluent al râului Orlea.